# Dąbrowa (powiat koniński)
Dąbrowa – wieś w Polsce położona w województwie wielkopolskim, w powiecie konińskim, w gminie Sompolno, w sołectwie Police.
W latach 1975–1998 miejscowość administracyjnie należała do województwa konińskiego. Mieszkańcy Dąbrowy wyznania katolickiego przynależą do parafii św. Marii Magdaleny w Sompolnie.
W roku 2011 mieszkaniec Dąbrowy, działający w Związku Szkółkarzy Polskich Karol Piątkowski, zdobył tytuł Wielkopolskiego Rolnika Roku w konkursie organizowanym przez Zarząd Województwa Wielkopolskiego.
We wsi znajduje się pomnikowy dąb szypułkowy o obwodzie pierśnicy 400 cm. Miejscowość jest siedzibą leśnictwa Lubstów należącego do nadleśnictwa Konin.